# Gornji Vlašnik
Koordinati:   42°45′49″N, 17°07′01″E
Gornji Vlašnik je majhen nenaseljen otoček v Jadranskem morju. Pripada Hrvaški.
Gornji Vlašnik leži v skupini majhnih otočkov z imenom Vrhovnjaci. Njegova površina meri 0,042 km². Dolžina obalnega pasu je 0,99 km. Najvišja točka na otočku doseže višino 10 mnm.